# Telasco Segovia
Telasco José Segovia Pérez (Barquisimeto, 2 de abril de 2003) é um futebolista venezuelano que atua como meio-campista, atualmente joga no Inter Miami.

## Carreira
Telasco fez sua primeira partida profissional em 8 de setembro de 2019, pelo Deportivo Lara, em uma derrota de 3-1 para o Carabobo no Campeonato Venezuelano de Futebol. Em 9 de março de 2021, Telasco jogou a Copa Libertadores da América em uma derrota de 2-1 para o Santos.
Em 10 de agosto de 2022, Telasco foi emprestado para a Sampdoria com opção de compra. Telasco assinou um contrato de 4 anos, caso a opção de compra fosse exercida.
No final da Serie A de 2022-23, a Sampdoria foi rebaixada para a Serie B de 2023-24, bloqueando a possibilidade de compra permanente de Segovia. No entanto, seu clube-mãe, Deportivo Lara, não pôde participar de nenhuma competição, por conta de razões administravas, deixando Segovia sem nenhum clube.
Em 26 de setembro de 2023, Telasco assinou um contrato de 3 anos com o clube português Casa Pia.
Em 17 de janeiro de 2025, Segovia assinou um contrato de 4 anos com o Inter Miami, Segovia substituiu Luis Suárez e marcou um gol de empate em 22 de fevereiro contra o New York City, assistência de Lionel Messi.

## Carreira internacional
Segovia estreou pela seleção venezuelana em 28 de janeiro de 2022, substituindo Darwin Machís aos 85 minutos de jogo, na vitória de 4 a 1 contra a seleção Boliviana. Segovia também jogou pela seleção venezuelana sub-20 e pela seleção sub-23. Segovia marcou um gol contra a seleção brasileira em 14 de novembro de 2024, dois minutos após entrar em campo na partida eliminatória da Copa do Mundo de 2026.